# Eruguera pissarrosa
L'eruguera pissarrosa (Coracina schistacea) és una espècie d'ocell de la família dels campefàgids (Campephagidae). Habita els boscos de les illes de Peleng, Banggai i Sula, properes a l'est de Sulawesi.